# Induktivnost
Induktívnost (oznaka L) je elektrotehniška in fizikalna veličina, ki podaja razmerje med magnetnim pretokom skozi sklenjeno zanko in električnim tokom, ki je vzrok tega magnetnega pretoka:
{\displaystyle L={\frac {\Phi }{I}}={\frac {\int _{\mathcal {A}}\mathbf {B} \!d\mathbf {A} }{I}}\!\,.}
Je snovno geometrijska značilnost, sposobnost vodnikov, magnetov, tuljav, da s pomočjo električnega toka ustvarijo magnetni sklep.
Mednarodni sistem enot predpisuje za induktivnost sestavljeno enoto henry, ki jo označujemo z velikim H, iz osnovnih enot SI pa je sestavljen takole:
{\displaystyle \left[H\right]=\left[{\frac {Vs}{A}}\right]=\left[{\frac {kg\cdot m^{2}}{A^{2}\cdot s^{2}}}\right]}
Del magnetnenga pretoka gre lahko tudi skozi druge zanke. Zaradi tega ločimo dve vrsti induktivnosti:
- lastna induktivnost je razmerje med magnetnim pretokom skozi zanko in tokom v tej isti zanki. Označujemo jo s črko L. Na sliki spodaj jo izračunamo kot

{\displaystyle L_{i}={\frac {\int _{{\mathcal {A}}_{i}}\mathbf {B} \!d\mathbf {A} }{I_{i}}}}.
- medsebojna induktivnost je razmerje med magnetnim pretokom skozi zanko in tokom v drugi zanki. Označujemo jo s črko M. Na sliki spodaj jo izračunamo kot

{\displaystyle M_{ji}={\frac {\int _{{\mathcal {A}}_{j}}\mathbf {B} \!d\mathbf {A} }{I_{i}}}}
Pri tem prvi indeks po navadi označuje zanko, skozi katero merimo magnetni pretok, drugi indeks pa zanko, ki je vzrok tega magnetnega pretoka.
Kadar so zveze med vzroki (električni tok) in posledicami (magnetno polje) linearne, velja:
{\displaystyle M_{ij}=M_{ji}}
Faktor sklopa dveh zank je definiran kot:
{\displaystyle k={\frac {M_{ij}}{\sqrt {L_{i}L_{j}}}}}
Elektrotehniški element s poudarjeno induktivnostjo je tuljava oz. dušilka. Tudi pri ostalih elementih in kablih se pojavijo t. i. stresane induktivnosti, katerih učinki so opazni pri visokih frekvencah.
Večkrat lahko najdemo naslednjo formulo za izračun lastne induktivnost dolge ravne tuljave z N navoji dolžine l in presekom S:
{\displaystyle L=\mu _{0}{\frac {N^{2}S}{l}}}
Resnici na ljubo je to le približek, ki poleg vrste zanemaritev predpostavi, da je znotraj celotne tuljave magnetno polje homogeno in povsod enako vrednosti na sredini.
Ta formula nam lahko služi le za izračun približne lastne induktivnosti, natančno vrednost pa lahko dobimo le z meritvijo.